# South Fork, Colorado
South Fork är en kommun (town) i Rio Grande County i Colorado. Vid 2010 års folkräkning hade South Fork 386 invånare.